# Flurbereinigung (Österreich)

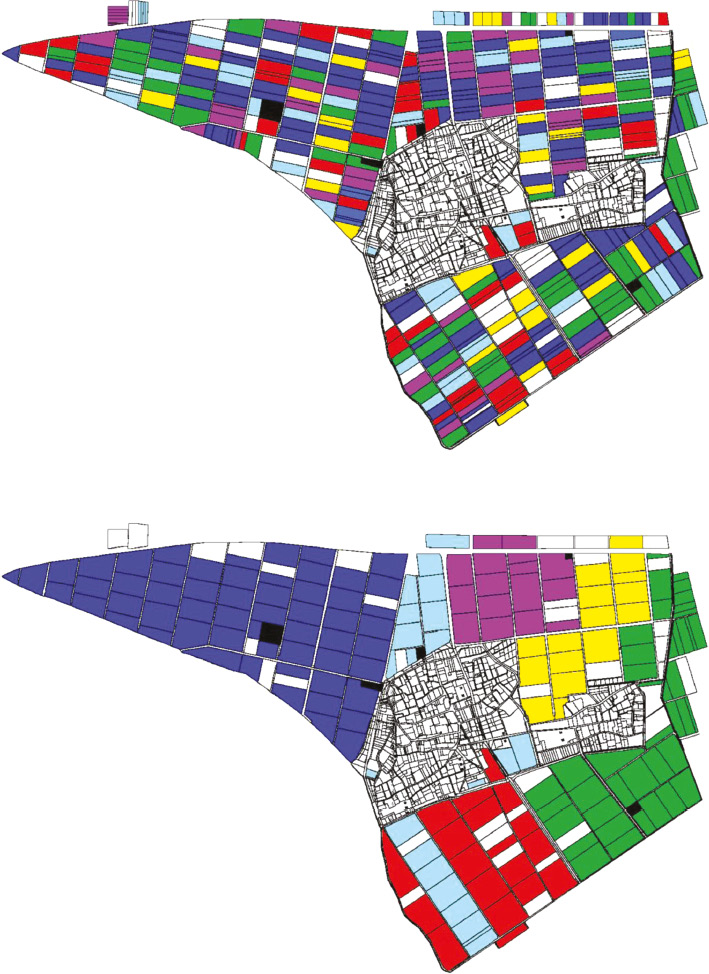
Karte der Besitzverhältnisse (jede Farbe repräsentiert einen anderen Besitzer) in der Gemarkung einer Gemeinde vor (oben) und nach (unten) einer Flurbereinigung

Unter Flurbereinigung wird in Österreich ein im Vergleich zur Zusammenlegung (die ihrerseits der in Deutschland so genannten Flurbereinigung ähnlich ist) „kleineres“ Verfahren verstanden.
Es handelt sich im Prinzip um den gleichen Verfahrensablauf wie bei der Zusammenlegung, doch ist ein kleineres Gebiet betroffen, beziehungsweise sind am Verfahren verhältnismäßig wenige Grundeigentümer beteiligt. Es kann sich auch um eine Art Zwischenlösung bis zu einem größeren (Zusammenlegungs-)Verfahren handeln.
Der einzige rechtliche Unterschied zur Zusammenlegung besteht darin: An die Stelle der von der Agrarbehörde erlassenen Verordnungen (beispielsweise über die Einleitung und den Abschluss des Verfahrens sowie die Begründung und die Auflösung der Zusammenlegungsgemeinschaft) treten Bescheide.
Die Gemeinschaft der Grundeigentümer im Flurbereinigungsverfahren wird folgerichtig auch „Flurbereinigungsgemeinschaft“ bezeichnet.